# Сан Пиетро Кларенца
Сан Пиѐтро Кларѐнца (на италиански: San Pietro Clarenza, на сицилиански San Petru Clarenza, Сан Петру Кларенца) е градче и община в Южна Италия, провинция Катания, автономен регион и остров Сицилия. Разположено е на 463 m надморска височина. Населението на общината е 7160 души (към 2010 г.).